# Старчевиця
Старчевиця — поселення в громаді Баня-Лука Республіки Сербської Боснії і Герцеговини. Розташоване на правому березі річки Врбас на південний схід від центру міста.

## Населення
За даними останнього перепису населення 1991 року, в Старчевиці проживало 12 738 жителів, наступного етнічного складу:
- Серби — 6.770
- Хорвати — 813
- Мусульмани — 2.350
- Югослави — 2.264
- Інші — 541